# Zentralblatt für Veterinärmedizin
Die Zeitschrift Zentralblatt für Veterinärmedizin wurde 1953 gegründet und 1963 in drei Reihen aufgespalten:
- Zentralblatt für Veterinärmedizin, Reihe A, siehe Transboundary and Emerging Diseases
- Zentralblatt für Veterinärmedizin, Reihe B, siehe Zoonoses and Public Health
- Zentralblatt für Veterinärmedizin, Reihe C, siehe Anatomia, Histologia, Embryologia.